# Mejor entrenador de la de la LNB Pro A
El Premio al mejor entrenador de la LNB Pro A, es el galardón anual anual de la liga de baloncesto de clubes profesionales masculinos de primer nivel en Francia, la LNB Pro A.

## Ganadores

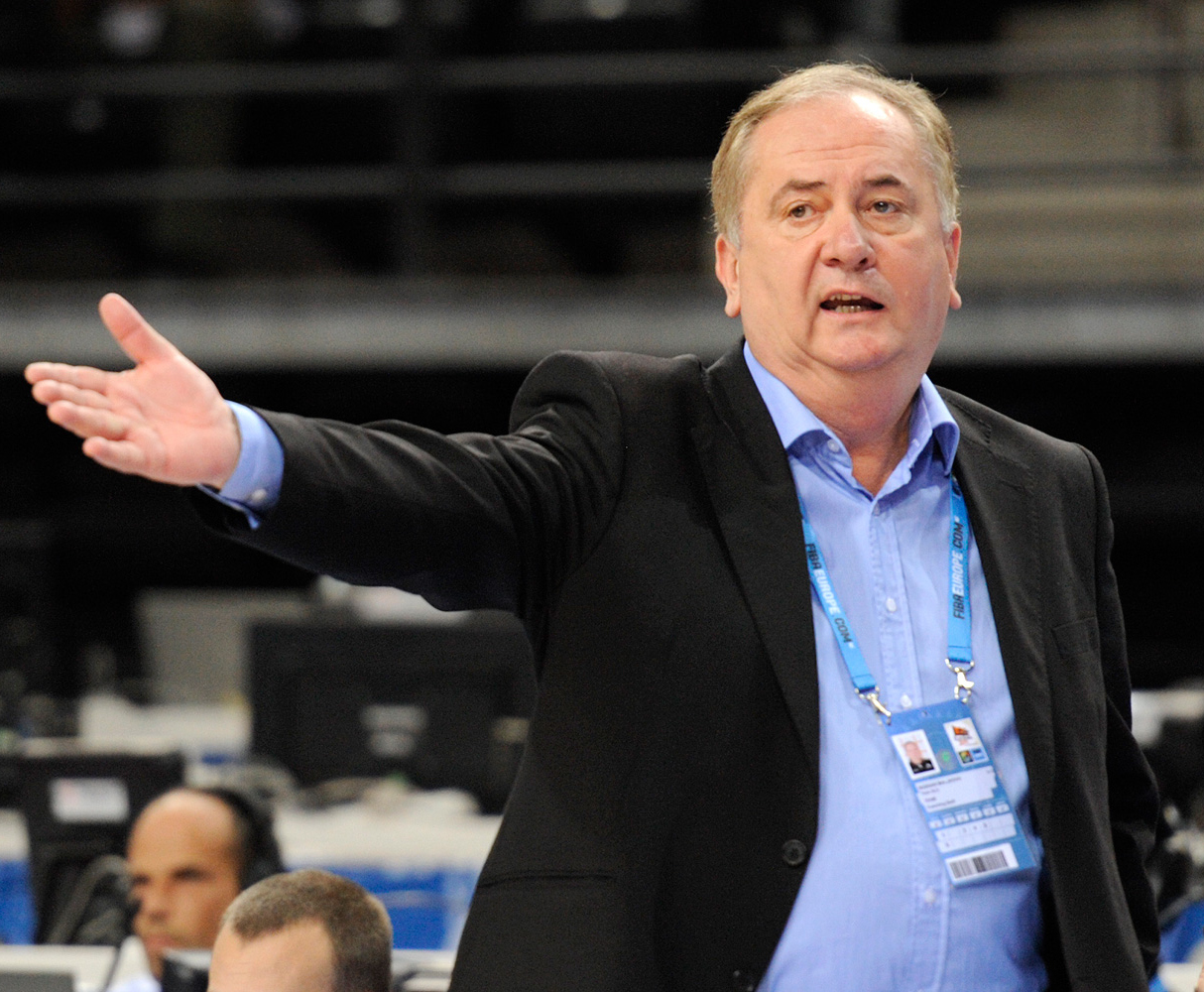
Božidar Maljković ganó el galardón en dos ocasiones (1993, 1994).

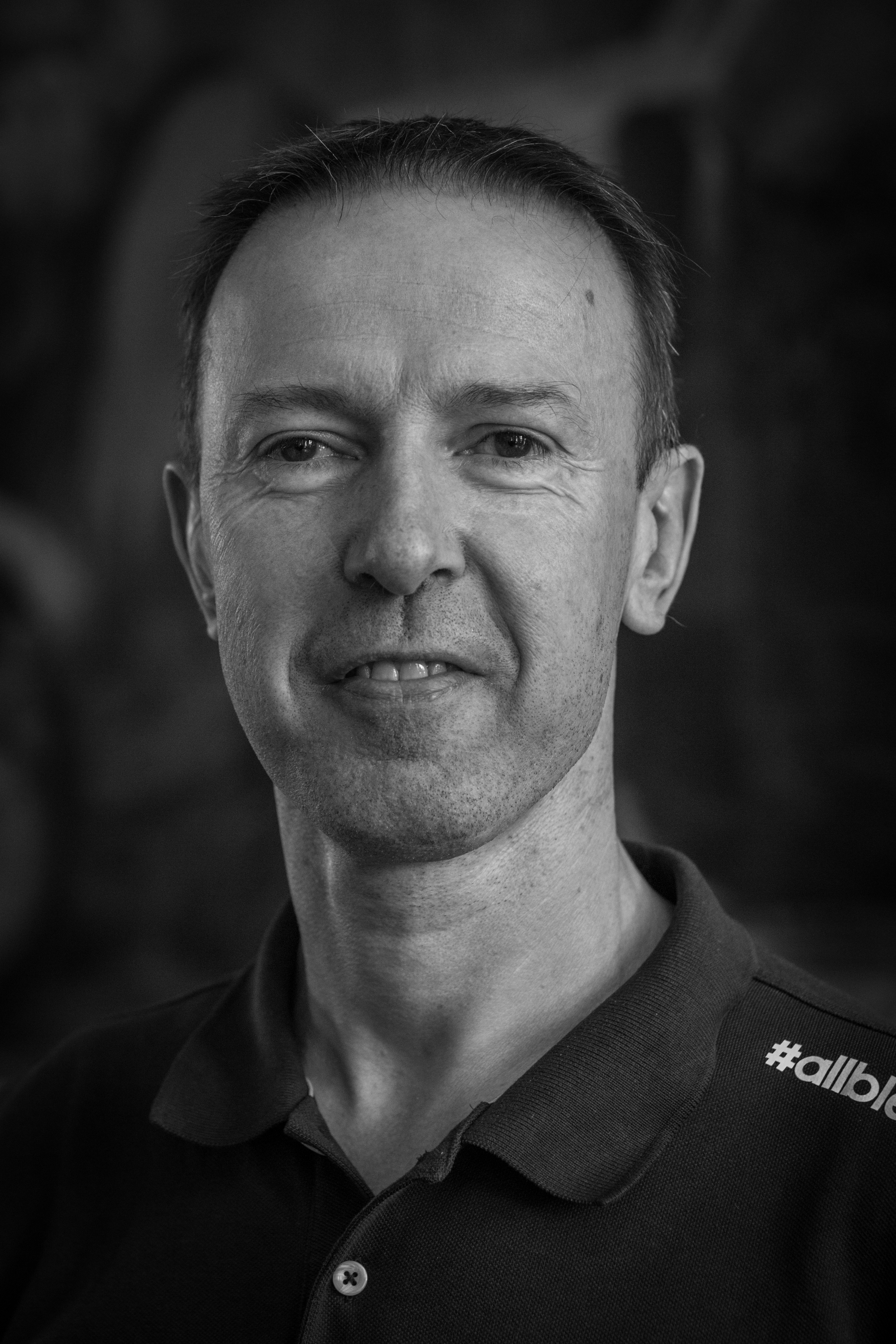
Vincent Collet ha sido cinco veces mejor entrenador de la liga (2001, 2004, 2015, 2016, 2022).

| Temporada | Nombre                                          | Equipo                                          | Ref.                                            |                                                 |
| --------- | ----------------------------------------------- | ----------------------------------------------- | ----------------------------------------------- | ----------------------------------------------- |
| 1985–86   | Michel Gómez                                    | Vendée Challans Basket                          |                                                 |                                                 |
| 1986–87   | George Fisher                                   | Élan Béarnais Pau-Orthez                        |                                                 |                                                 |
| 1987–88   | Jean Galle                                      | Cholet Basket                                   |                                                 |                                                 |
| 1988–89   | Jean-Luc Monschau                               | FC Mulhouse Basket                              |                                                 |                                                 |
| 1989–90   | Michel Gomez (2×)                               | Limoges CSP                                     |                                                 |                                                 |
| 1990–91   | Michel Gomez (3×)                               | Élan Béarnais Pau-Orthez                        |                                                 |                                                 |
| 1991–92   | Alain Thinet                                    | Chorale Roanne Basket                           |                                                 |                                                 |
| 1992–93   | Božidar Maljković                               | Limoges CSP                                     |                                                 |                                                 |
| 1993–94   | Božidar Maljković (2×)                          | Limoges CSP                                     |                                                 |                                                 |
| 1994–95   | Jacques Monclar                                 | Olympique Antibes                               |                                                 |                                                 |
| 1995–96   | Grégor Beugnot                                  | ASVEL Basket                                    |                                                 |                                                 |
| 1996–97   | Grégor Beugnot (2×)                             | ASVEL Basket                                    |                                                 |                                                 |
| 1997–98   | Grégor Beugnot (3×)                             | ASVEL Basket                                    |                                                 |                                                 |
| 1998–99   | Claude Bergeaud                                 | Élan Béarnais Pau-Orthez                        |                                                 |                                                 |
| 1999–00   | Christophe Vitoux Duško Ivanović                | Strasbourg IG Limoges CSP                       |                                                 |                                                 |
| 2000–01   | Vincent Collet                                  | Le Mans Sarthe Basket                           |                                                 |                                                 |
| 2001–02   | Savo Vucević                                    | Cholet Basket                                   |                                                 |                                                 |
| 2002–03   | Frédéric Sarre                                  | Élan Béarnais Pau-Orthez                        |                                                 |                                                 |
| 2003–04   | Vincent Collet (2×)                             | Le Mans Sarthe Basket                           |                                                 |                                                 |
| 2004–05   | Éric Girard                                     | Strasbourg IG                                   |                                                 |                                                 |
| 2005–06   | Frédéric Sarre (2×)                             | JL Bourg Basket                                 |                                                 |                                                 |
| 2006–07   | Jean-Denys Choulet                              | Chorale Roanne Basket                           | [ 1 ]                                           |                                                 |
| 2007–08   | Christian Monschau                              | STB Le Havre                                    | [ 2 ]                                           |                                                 |
| 2008–09   | Philippe Hervé                                  | Orléans Loiret Basket                           | [ 3 ]                                           |                                                 |
| 2009–10   | Ruddy Nelhomme                                  | Poitiers Basket 86                              | [ 4 ]                                           |                                                 |
| 2010–11   | Erman Kunter                                    | Cholet Basket                                   | [ 5 ]                                           |                                                 |
| 2011–12   | Grégor Beugnot (4×)                             | Élan Chalon                                     | [ 6 ]                                           |                                                 |
| 2012–13   | Christian Monschau (2×)                         | BCM Gravelines-Dunkerque                        | [ 7 ]                                           |                                                 |
| 2013–14   | Jean-Louis Borg                                 | JDA Dijon Basket                                | [ 8 ]                                           |                                                 |
| 2014–15   | Vincent Collet (3×)                             | Strasbourg IG                                   | [ 9 ]                                           |                                                 |
| 2015–16   | Vincent Collet (4×)                             | Strasbourg IG                                   | [ 10 ]                                          |                                                 |
| 2016–17   | Zvezdan Mitrović                                | AS Monaco Basket                                | [ 11 ] [ 12 ]                                   |                                                 |
| 2017–18   | Zvezdan Mitrović (2×)                           | AS Monaco Basket                                |                                                 |                                                 |
| 2018–19   | Pascal Donnadieu                                | Nanterre 92                                     |                                                 |                                                 |
| 2019–20   | No se concedió debido a la pandemia de COVID-19 | No se concedió debido a la pandemia de COVID-19 | No se concedió debido a la pandemia de COVID-19 | No se concedió debido a la pandemia de COVID-19 |
| 2020–21   | Zvezdan Mitrović (3×)                           | AS Monaco Basket                                |                                                 |                                                 |
| 2021–22   | Vincent Collet (5×)                             | Metropolitans 92                                | [ 13 ]                                          |                                                 |
| 2022–23   | Laurent Vila                                    | Cholet                                          |                                                 |                                                 |
| 2023–24   | Tuomas Iisalo                                   | Paris                                           |                                                 |                                                 |